# Jezioro Szymoneckie
Jezioro Szymoneckie – jezioro w woj. warmińsko-mazurskim, w pow. giżyckim, w gminie Miłki, leżące na terenie Krainy Wielkich Jezior Mazurskich.
Według urzędowego spisu opracowanego przez Komisję Nazw Miejscowości i Obiektów Fizjograficznych (KNMiOF) nazwa tego jeziora to Jezioro Szymoneckie. W różnych publikacjach i na mapach topograficznych jezioro to występuje pod nazwą Jędzel.
Jezioro jest południowo-zachodnią zatoką Jeziora Jagodnego, a przez Kanał Szymoński łączy się z jeziorem Szymon. Na południowo-zachodnim brzegu jeziora leży wieś Szymonka.
W środkowej części zwęża się do 100 m, a na niektórych odcinkach osiąga ok. 800 m. Na północno-wschodnim krańcu akwen wydłuża się, tworząc wąską zatokę, długą na ok. 2 km, znaną jako jezioro Górkło. Jest ono mocno zarośnięte, płytkie i prawie niedostępne.